# 투우복

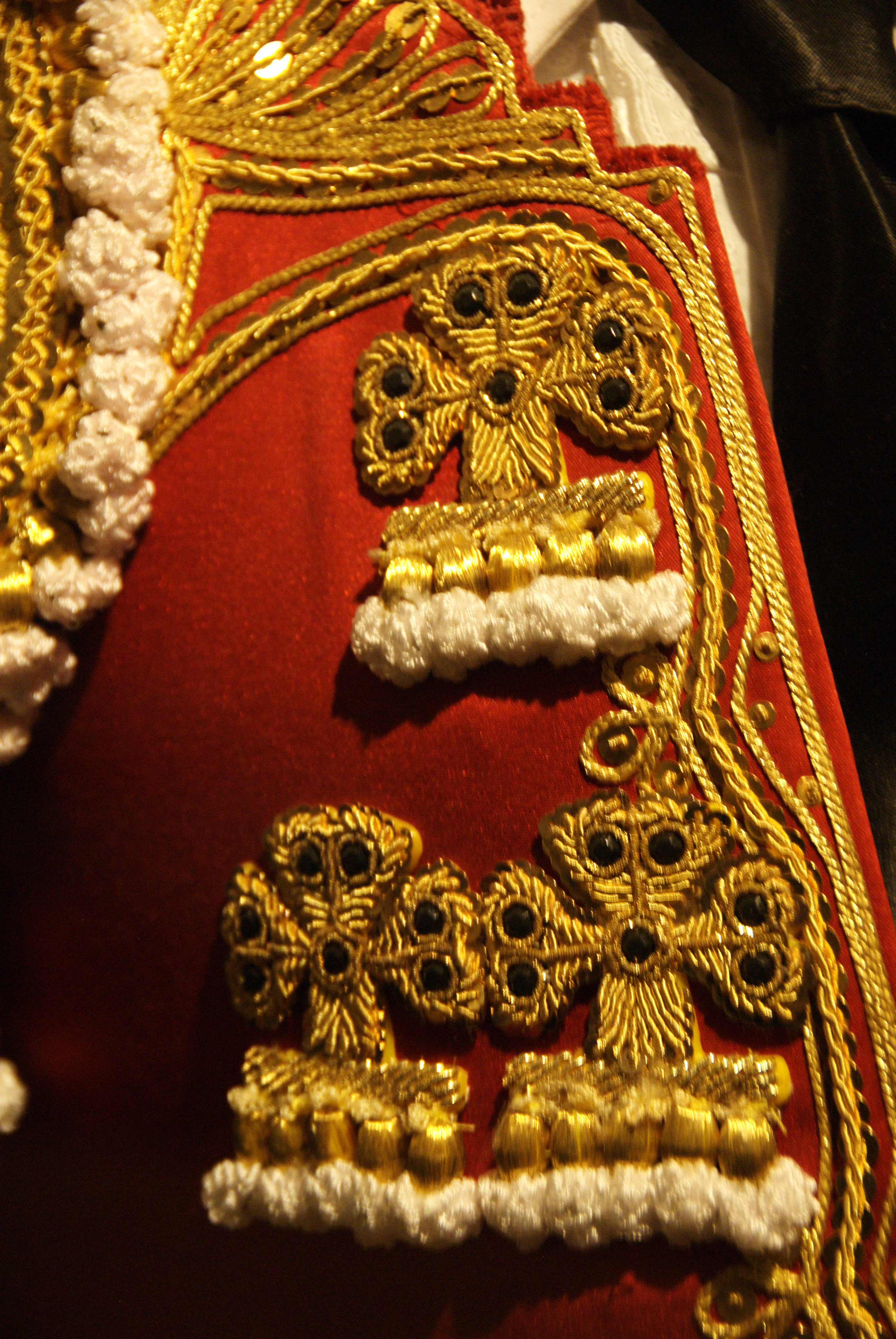
챠케틸라(짧은 재킷)의 장식

투우복(鬪牛服, 스페인어: Traje de luces→빛의 옷)은 투우사들이 착용하는 화려한 복장으로서, 전통 의류이다.

## 같이 보기
- 투우사